# Pancharatra

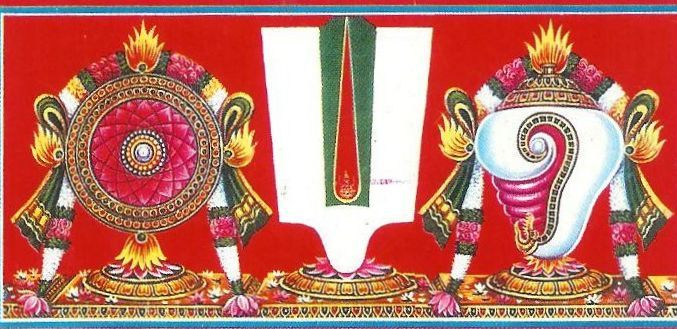
"Urdhva Pundra" d'art Tenkalai, marques notamment portées sur le front des adeptes de la tradition du Sri Vaishnavisme, issue du mouvement Pancharatra

Le Pancharatra est une branche du vishnouisme, des adorateurs du dieu Vishnu dans l'hindouisme, qui date des premiers siècles de notre ère. Naturellement les rituels de ce courant sont spécifiques et sont issus des Pancaratras Agamas et de l'Ishvara Samhita entre autres. Le Pancharatra a influencé, en Inde, de nombreux courants à travers les siècles.